# Kerameía
Kerameía är en ort i Grekland.   Den ligger i prefekturen Nomós Lésvou och regionen Nordegeiska öarna, i den östra delen av landet, 270 km nordost om huvudstaden Aten. Kerameía ligger 17 meter över havet och antalet invånare är 378. Den ligger på ön Lesbos.
Terrängen runt Kerameía är huvudsakligen kuperad, men åt sydost är den platt. En vik av havet är nära Kerameía åt sydost. Runt Kerameía är det ganska tätbefolkat, med 62 invånare per kvadratkilometer. Närmaste större samhälle är Mytilene, 11,6 km öster om Kerameía. 